# Accueil périscolaire
 (janvier 2016).
Si vous disposez d'ouvrages ou d'articles de référence ou si vous connaissez des sites web de qualité traitant du thème abordé ici, merci de compléter l'article en donnant les références utiles à sa vérifiabilité et en les liant à la section « Notes et références ».
 (juillet 2020).
Pour les articles homonymes, voir Accueil.
L'accueil périscolaire est l'accueil des enfants en début et fin de journée, avant et après l'école, et les activités et loisirs qui y sont pratiqués. C'est un service proposé aux familles en lien à l'école, et qui a pour but notamment l'aide aux devoirs, ou l'encadrement des enfants dont les parents travaillent tard.

## En France
L'accueil périscolaire en France désigne l'accueil de loisir périscolaire, type de structure faisant partie des accueils collectifs de mineurs (ACM). Les CLAE ou ALAÉ (accueil de loisirs associé à l'école) relèvent quant à eux d'un dispositif particulier. Si le lieu d'accueil est parfois situé dans l'école, l'équipe n'est pour sa part pas enseignante mais composés d'animateurs socioculturels.
L'article 1 du II de l'article R227-1 du Code de l'action sociale et des familles (CASF) décrit les modalités que doit suivre un animateur périscolaire.
Depuis la loi du 8 juillet 2013, le périscolaire intervient une à deux après-midis au sein des écoles pour monter un projet qui suit le règlement du PEDT (Projet Éducatif Territorial).
C'est pourquoi l'accueil périscolaire est considéré comme un des domaines d'activité de l'animation socioculturelle, dans la mesure où il permet un suivi social des enfants accueillis (prévention), mais aussi de proposer des activités (loisirs éducatifs).
L'accueil périscolaire est un type d'accueil collectif de mineurs (ACM). Il se déroule les jours où il y a école et dans tous les cas le mercredi (y compris s'il n'y a pas école). Il accueille un minimum de 7 mineurs jusqu'à l'effectif maximum de l'école à laquelle il s'adosse. Dans le cas de plusieurs sites ou plusieurs écoles, l'effectif maximum est de 300 mineurs. Il concerne l'accueil des matins, du temps méridien (midi) et soir, ainsi que le samedi après-midi s'il y a école le matin, et le mercredi. La durée minimale de deux heures par journée de fonctionnement passe à une heure pour l'accueil de loisirs périscolaires organisé dans le cadre d'un Projet Educatif de Territoire (PEdT) conclu en application de l'article L.551-1 du Code de l'éducation.

### Histoire

#### La garderie
La création des accueils périscolaires est liée en partie au travail des femmes.
Au cours des années 1880, lors de l’avènement de l’École publique gratuite, laïque et obligatoire, le jeudi est « libéré » pour laisser aux parents la possibilité de faire donner une instruction religieuse aux enfants. Cette configuration sociale, qui laisse place à des « vacances », rend nécessaire, à côté de l’École, la mise en place de nouvelles formes d’encadrement des enfants.
À l'origine, créé par des associations de parents, amicales laïques, retraités bénévoles ou instituteurs se relayèrent afin de garder les enfants à l'intérieur de l'école après la fin de la journée scolaire. Il s'agissait alors de mettre un adulte face au groupe d'enfants pendant que ceux-ci discutaient calmement en attendant l'arrivée des parents. Petit à petit, des jeux s'introduisirent dans les garderies. Dès lors, cartes et autres jeux tenant dans un cartable d'enfant firent leur apparition.
Devant la multiplication de la demande, certaines mairies entreprirent de créer une salle spécialement dédiée à la garderie. La garderie et l'aide aux devoirs
Avec un service de garderie ouvert avant puis après l'école et avec une amplitude d'ouverture devenant de plus en plus grande, la garderie évolua. En l'absence d'une réelle réglementation spécifique, chaque école s'organisait à sa manière afin d'organiser la garde des enfants avant et après la classe.
Dans certaines communes était proposée une aide aux devoirs. Il s'agissait de mettre quelqu'un à disposition des enfants pour les aider dans leurs devoirs. Bénévoles, retraités et instituteurs se partagèrent la tâche, selon les endroits.
Avec la suppression du statut d'instituteur, remplacé par le professeur des écoles, les personnels enseignants désertèrent les garderies, d'autant plus que leurs formations ne proposent pas de contenus de formations et de certifications concernant les professions dans l'animation socioculturelle.

#### Un centre de loisirs dans l'école
Le développement de l'animation socioculturelle poussa les organisateurs de garderies à engager des animateurs. Ceux-ci pouvaient avoir ou ne pas avoir un BAFA, BAPAAT, CQP Animateur périscolaire ; dans tous les cas leur statut était bien celui d'animateur, et leur fonction était d'animer les enfants. Certains se spécialisaient dans l'aide aux devoirs, d'autres proposaient diverses activités.
Parallèlement, beaucoup de jeux entraient dans les garderies. Des jeux et jouets dont les familles se débarrassaient, des jeux et jouets achetés par une œuvre… Bien des garderies regorgeaient d'équipements de jeu dignes d'un centre de loisirs ou d'une petite ludothèque.
Beaucoup de communes succédèrent aux associations de bénévoles pour l'organisation des garderies. On trouva alors de plus en plus de personnel payé pour garder les enfants.

#### Accueil de loisirs périscolaire
L'arrêté du 20 mars 1984 modifié par l’arrêté du 27 juin 1996 dispose que les services chargés de la jeunesse et de la famille (Ministère chargé de la jeunesse, caisse d'allocations familiales, PMI…) insistent pour que les garderies laissent place à des accueils périscolaires. La loi le permet puisqu'un accueil périscolaire peut fonctionner deux heures au minimum par jour.
Pour favoriser ce passage, certaines caisses d'allocations familiales ne subventionnent plus les garderies mais subventionnent les accueils de loisirs périscolaires.
Le souci pour les communes est que ces centres doivent posséder du personnel qualifié et professionnel (loi sur la « refondation de l'école ») : un animateur professionnel titulaire d'un titre de direction (DUT, BEATEP, BPJEPS…) puis des animateurs titulaires de titres ou diplômes répondant aux critères de la réglementation des accueils collectifs de mineurs. Ensemble, ils doivent produire un projet pédagogique et disposer de temps de réunion pour questionner et faire évoluer le service, tout en apportant une sensibilisation et une éducation aux arts et aux cultures.
D'abord appelé CLAÉ (Centre de Loisirs Associé à l'école) puis ALAÉ (Accueil de Loisirs Associé à l'École) depuis 2006, celui-ci n’a pas de personnalité morale. C’est un accueil de loisirs fonctionnant dans l’école le matin, le midi et le soir. Il est une structure éducative habilitée pour accueillir de manière habituelle et collective des enfants par des activités de loisirs, à l’exclusion de la formation. Cette habilitation est accordée et contrôlée (fonctionnement, pédagogie) par le ministère de la Jeunesse et des Sports et elle est soumise à certaines conditions :
1. La présence d’un projet éducatif (objectifs, modalités de fonctionnement du centre, présentation des activités proposées aux enfants).
2. La présence d’une équipe d’animation qualifiée (directeur et animateurs).
3. Le respect d’un taux d’encadrement (animateurs/enfants).
4. La présence d’un projet pédagogique élaboré par l’équipe de l'ALAÉ.

### Missions
La circulaire du 7 février 1973 indique qu'elles s’articulent autour de quatre axes :
- Assurer la continuité entre les heures et les jours d’ouverture scolaire et les heures et les jours de loisirs des enfants.
- Développer des activités en ayant le souci de l’inscrire dans la réalité locale (prise en compte des conditions de vie des parents de leur mode de vie, de la vie associative locale).
- Rechercher une cohérence dans l’intervention éducative auprès des différents acteurs en définissant les rôles et les complémentarités de chacun.
- S’appliquer à être complémentaire dans les activités proposées et en recherchant une cohérence dans les rythmes de vie des enfants (ménager des transitions par des ruptures de rythme en fonction de ceux de l’école).

### Organisation
L'ALAÉ peut être organisé par :
- une association loi de 1901,
- une commune,
- une communauté de communes,
- une association de collectivités locales, comme un SIVOS.

### Taux minimum d'encadrement
Le cadre réglementaire de l'accueil périscolaire va notamment définir réglementairement les taux minimum d'encadrement et la composition des équipes d'animation :
- Périscolaire
  - inférieur ou égal à 5 heures
    - 1 pour 10 mineurs de moins de 6 ans
    - 1 pour 14 mineurs de plus de 6 ans

  - supérieur à 5 heures
    - 1 pour 8 mineurs de moins de 6 ans
    - 1 pour 12 mineurs de plus de 6 ans
- Périscolaire dans le cadre d'un PEdT - hors Plan mercredi
  - inférieur ou égal à 5 heures
    - 1 pour 14 mineurs de moins de 6 ans
    - 1 pour 18 mineurs de plus de 6 ans

  - supérieur à 5 heures
    - 1 pour 10 mineurs de moins de 6 ans
    - 1 pour 14 mineurs de plus de 6 ans
- Périscolaire dans le cadre d'un PEdT - dans le cadre du Plan mercredi
  - inférieur ou égal à 5 heures
    - 1 pour 14 mineurs de moins de 6 ans
    - 1 pour 18 mineurs de plus de 6 ans

  - supérieur à 5 heure
    - 1 pour 10 mineurs de moins de 6 ans
    - 1 pour 14 mineurs de plus de 6 ans

Les équipes doivent être composées d'au moins 50% de diplômés BAFA ou équivalents, et de maximum 20% de personnels sans formation. Cette référence au BAFA est une incongruité juridique : le BAFA n'est pas un diplôme professionnel, et pourtant il sert de diplôme de référence pour définir juridiquement la qualification d'une équipe professionnelle.